# Єспер Ольсен
Єспер Ольсен (дан. Jesper Olsen, нар. 20 березня 1961, Фасе) — данський футболіст, що грав на позиції півзахисника.
Виступав, зокрема, за клуби «Аякс» та «Манчестер Юнайтед», а також національну збірну Данії.
Дворазовий чемпіон Нідерландів. Володар Кубка Нідерландів. Володар Кубка Англії. 

## Клубна кар'єра
У дорослому футболі дебютував 1977 року виступами за команду клубу «Нествед», в якій провів чотири сезони, взявши участь у 64 матчах чемпіонату. 
Своєю грою за цю команду привернув увагу представників тренерського штабу клубу «Аякс», до складу якого приєднався 1981 року. Відіграв за команду з Амстердама наступні три сезони своєї ігрової кар'єри. Більшість часу, проведеного у складі «Аякса», був основним гравцем команди. За цей час двічі виборював титул чемпіона Нідерландів.
1984 року уклав контракт із клубом «Манчестер Юнайтед», у складі якого провів наступні чотири роки своєї кар'єри гравця. Здебільшого виходив на поле в основному складі команди. За цей час додав до переліку своїх трофеїв титул володаря Кубка Англії.
Згодом з 1988 по 1990 рік грав у складі команд «Нествед» та «Бордо».
Завершив професійну ігрову кар'єру у клубі «Кан», за команду якого виступав протягом 1990—1992 років.

## Виступи за збірну
12 липня 1980 року дебютував в офіційних матчах у складі національної збірної Данії, в товариському поєдинку з командою СРСР (0:2). Перший гол забив у матчі кваліфікації Євро-1984 з англійцями (2:2), зрівнявши рахунок на 90-й хвилині. Протягом кар'єри у національній команді, яка тривала 11 років, провів у її формі 43 матчі, забивши 5 голів.
У складі збірної був учасником чемпіонату Європи 1984 року у Франції та чемпіонату світу 1986 року у Мексиці. Єспер Ольсен був заявлений і на чемпіонат Європи 1988 року, що проходив у ФРН, проте жодного матчу за збірну не провів.

## Титули і досягнення
- Чемпіон Нідерландів (2):

«Аякс»: 1981-1982, 1982-1983
- Володар Кубка Нідерландів (1):

«Аякс»: 1982-1983
- Володар Кубка Англії (1):

«Манчестер Юнайтед»: 1984-1985